# L'Expiation (film, 1918)
Pour les articles homonymes, voir Expiation (homonymie).
L'Expiation (titre original : Die Sühne) est un film allemand muet réalisé par Emmerich Hanus, sorti en 1918.

## Synopsis
Ludwig devient aveugle à la suite d'une chute dans l'eau en jouant à colin-maillard avec Martha. Plusieurs années plus tard, Ludwig recouvre la vue à la suite d'une opération chirurgicale et tombe aveuglément amoureux d'une jeune femme modèle pour Marthe, qui est sculptrice.

## Fiche technique
- Titre : Die Sühne
- Titre français : L'Expiation
- Réalisation : Emmerich Hanus
- Scénario : Claudia Cornelius
- Pays d'origine :  Allemagne
- Sociétés de production : Astra-Film
- Longueur : 75 minutes
- Format : Noir et blanc - Muet
- Dates de sortie :
  -  Allemagne : février 1918

## Distribution
- Martha Novelly : Renate
- Kurt Vespermann : Ludwig
- Olga Engl
- Lore Rückert
- Max Ruhbeck

## Accueil
- « Die Sühne est une œuvre admirable et d’une grande richesse qui garde une part de secret, d’indécidable, et résiste superbement à l’épreuve de plusieurs visions successives. Quant à Emmerich Hanus, c’est un cinéaste majeur dont on espère vivement voir resurgir d’autres films » Claude Rieffel[1].